# Frøken Møllers jubilæum
Frk. Møllers Jubilæum er en spillefilm fra 1937 instrueret og skrevet af Alice O'Fredericks og Lau Lauritzen Jr.

## Medvirkende
- Liva Weel
- Børge Rosenbaum
- Karen Jønsson
- Lau Lauritzen jun.
- Poul Reichhardt
- Per Gundmann
- Jon Iversen
- Torkil Lauritzen
- Olaf Ussing
- Alex Suhr

## Handling
Frk. Møller er kasserer i et stort flygelmagasin og kan snart fejre sit 25 års jubilæum. Hun vil gerne hjælpe den søde unge Grete Holm i pakkeriet. For at den fattige og forældreløse Grete kan træffe en rig ung mand, inviterer frk. Møller hende med på skiferie i Sverige. Grete finder sig en skilærer, og det hele er ved at gå galt, da frk. Møller får stjålet alle sine sparepenge og tillige af flygelfirmaets direktør beskyldes for selv at have taget af kassen. Det lykkes hende dog at afsløre den virkelige tyv, og Gretes skilærer viser sig at være ingeniør med eget firma.